# 畢啟
畢啟（英語：Joseph Beech，暱稱 ；1867年10月3日—1954年2月25日）是美國基督教新教衛理公會教派美以美會傳教士、教育家，塞尤斯倫兄弟會及美國資優學生聯誼會成員，華西協合大學主要創辦人兼首任校長。曾獲頒采玉大勳章。

## 生平
畢啟於1867年10月3日在英國德比郡紐博出生。早年就讀美國紐澤西州哈克茨敦世紀理工學院，之後入讀位於康乃狄克州密德鎮由美以美會開辦的維思大學，1899年畢業取得哲學學士學位。在校期間曾擔任畢委會主委及當地基督教青年會會長。

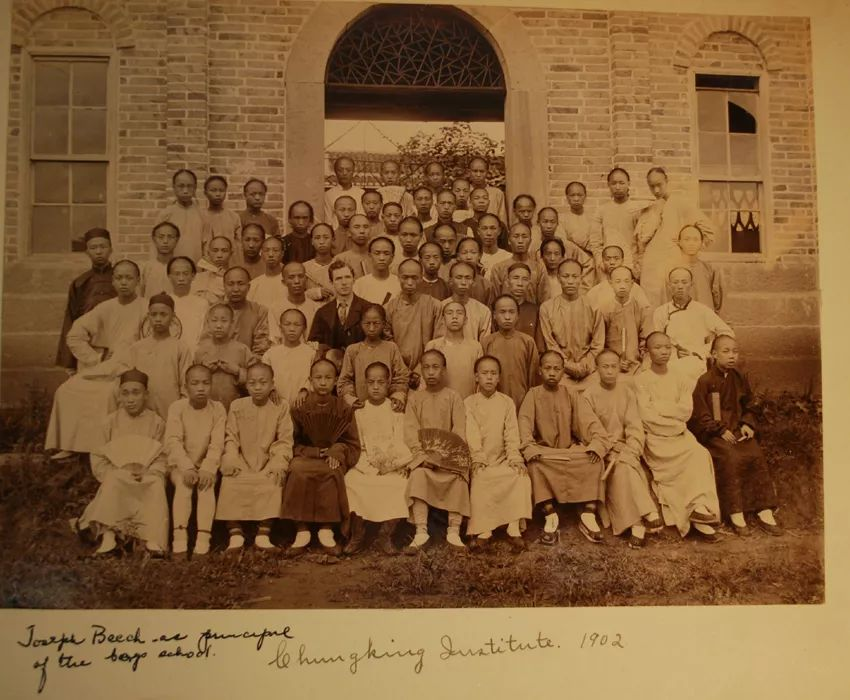
1902年畢啟任重慶衛斯理學院院長時與在校學生合影。

大學畢業後，畢啟加入美以美會差會前往四川宣教。1901至1904年期間在重慶教會學校衛斯理學院擔任院長，1905年到成都，著手準備創辦華西協合大學。同年設立華西協合大學籌建臨時委員會（Temporary Board of Management of the West China Union University），成員有畢啟、石恆勵、霍德進、甘來德（Harry Lee Canright）、客士倫（Charles Rupert Carscallen）、嘉爾生（E. J. Carson）、羅成錦（H. D. Robertson）、周忠信（Joseph Taylor）、約斯特（John W. Yost）、韋廉士（E. Williams）。

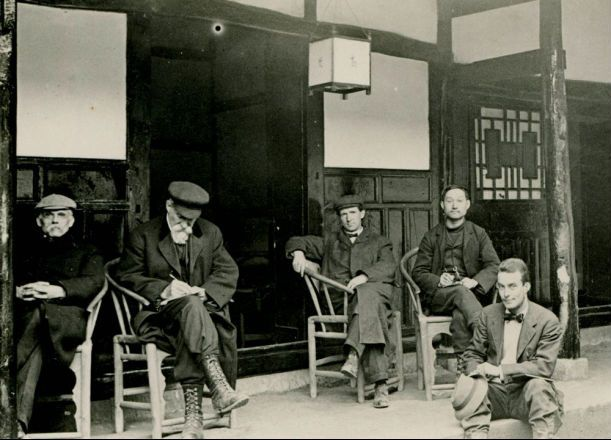
從左到右：恩斯特·德威特·伯頓、湯瑪士·張伯林、畢啟、王翻譯、羅林·張伯林，攝於1909年潼川府（今四川三台縣）。

1909年5月，華西協合大學籌建臨時委員會就大學的籌辦規劃為題，為兩名到訪四川的芝加哥大學理事——恩斯特·伯頓和湯瑪士·張伯林，準備了一份報告。這二人是約翰·戴維森·洛克斐勒贊助的東方考察團成員，目的是為當時還處於初創階段的洛克斐勒基金會尋找合適地點實施基金會的人道慈善計劃。
在籌辦過程中，畢啟向他的母校維思大學在校師生和畢業校友求助。維思大學的捐贈遂成為協合大學經費的重要來源之一。1910年，華西協合大學正式在成都開辦，畢啟成為首任校長。這所大學是由來自美、英、加三國的四個新教差會合作的成果，分別是美以美會差會、美北浸禮會差會、英國公誼會差會和加拿大美道會。後有英國聖公會差會於1918年加盟成為正式成員。
除了擔任首任校長，畢啟還親自設計了大學的部份建築，他也是教學人員之一。在〈協合大學歷史概覽〉（"History of the Union University: A Sketch"）一文中，加拿大美道會傳教士羅成錦（H. D. Robertson）描述畢啟是個「微笑面對種種困難的人，總能在各式各樣的建議和設想中做出最終決定。我們看到他在西方國家各處奔波，向人們講述成立這樣一所大學的故事和機遇，激發他們的興趣，令他們滿懷信心地捐贈大學所需資金。」
1930年，來自重慶的衛理公會教徒張凌高接任校長，畢啟退居校務長一職。1940年退休返美，1954年在芝加哥去世。畢啟對民國四川高等教育的貢獻獲得政府認可，返美之際，蔣中正為他舉辦了特別送行儀式並授予采玉大勳章。

## 個人生活
畢啟於1888年和瑪莉·約瑟芬·哈維（Mary Josephine Harvey）結婚，婚後僅兩年瑪莉去世，他們育有一子艾略特（Elliot）。1904年，畢啟和同為傳教士的內莉·米瑞安·戴可（Nellie Miriam Decker）在重慶成婚。他們育有三子三女。